# Иван Герджиков (психиатър)
Вижте пояснителната страница за други личности с името Иван Герджиков.
Иван Иванов Герджиков е български лекар-психиатър.

## Биография
Роден е на 15 май 1945 г. в София. Завършва ВМИ, София през 1969 г., като по време на следването си е кръжочник по психиатрия при академик Георги Узунов и проф. Иван Темков и личен секретар на пионера на психотерапията в България Христо Димитров.
Работи последователно като ординатор в Междуокръжната психиатрична болница в Карлуково (1969 – 1970), научен сътрудник в Центъра за профилактика и лечение на алкохолизъм и наркомании в Суходол (1970 – 1972), главен асистент в Четвърта клиника на Катедрата по психиатрия на Медицинската академия в София (1972 – 1976); психиатър в Студентската поликлиника и създател на първото отделение по психохигиена и психопрофилактика за младежка възраст в София -1976-1984 и в Психиатричния диспансер със стационар в Добрич и психиатрична болница Карвуна -1984 – 1991.
От 1993 до 2009 г. е директор на Държавна психиатрична болница „Св. Иван Рилски“ в Нови Искър.
Бил е експерт по психично здраве към Министерството на здравеопазването при няколко последователни правителства.
Един от основателите на Българската психиатрична асоциация.

## Приноси
Д-р Герджиков е сред най-важните фигури на диалога между историческите традиции в българската психиатрия и реформата на професията и психично-здравното обслужване в новите социално-политически условия.
Той има сериозна роля в реорганизацията и преструктурирането на стационарната психиатрична помощ в страната. При неговото участие са изготвени определящи политически документи за стратегията на реформата в психиатричното здравеопазване, като Стандарта по психиатрия (2004) и др.
Неговият екип е изпитал за първи път в България много от съвременните медикаменти за лечение на психични заболявания; внедрява и развива програми за социална рехабилитация като програмата „Защитени жилища“.